# 喀喇沙尔厅
喀喇沙尔厅，清朝时设置的厅。
光绪八年（1882年）置，治所在今新疆维吾尔自治区焉耆回族自治县。直隶于甘肃省。十年（1884年）改属新疆省。二十四年（1898年）升为焉耆府。 